# Ел Хурках
Хинди бинт ел Нуман (арап. هند بنت النعمان), такође позната као Ел Хукрах бла је предисламски песник. Постоји једна историографска дебата, враћања у средњи век, која је повезана са њеним именом, са одређеним расправама о томе да ли су неки од носилаца ових имена били различити људи или не. Као пример песника-племића, она је била веома образована и као таква је представљала је кључну фигуру предисламске поезије.

## Биографија
Била је ћерка Ел Нумана III ибн ел Мундира, последњег лахмидског краља Ал-Хире (в. 582–c. 602 AD) и несторијанског хрићанског арабљанина, према сведочењима из бројних извора персијски цар Сасанидског царства (r. 590-628) Хозроје II и савезник њеног оца затражио је од њеног оца да се ожени његовом ћерком.
Према Харб Бани Шаибан ма'а Кисра Ануширвану (чија је историјска поузданост упитна), Хозроје II(в. 590-628) је затражио Хинд од њеног оца Ел Нумана III ибн ел Мундира како би се оженио њоме. Након што је подробно размислио о захтеву, Ел Нуман је послао Хинд да потражи уточиште међу Арапима, али га је недуго затим Хозроје II изненада напао и утамничио. Након безуспешних покушаја да пронађе уточиште међу Гасанидима и другим арапским племенима, Хинд се за уточиште обратила Бану Шајбан посредством њихове принцезе Ел Хуџајџах. То је по свој прилици и био разлог због кога је племе Бану Шајбан морало да се бори 609. Године у бици код Ду Кара. Затим је била послата да се уда за Нумана ибн ел Рајина “њеног јединог рођака који је преживео персијски напад на Ал-Хиру”, а након чега му је Хозроје гарантовао престо у Ал-Хири.

## Радови
Нека од тадашње поезије се приписује Хинд-и, што је чини (ако су атрибуције тачне) релативно ретким примером предисламског женског песника чији рад је сачуван.